# 48/49
48/49 – debiutancki album niemieckiego zespołu, grającego muzykę hardcore punk – Beatsteaks. Wydany został w listopadzie 1997. Następny krążek – Launched ukazał się w roku 2000, z tym że wtedy został on wydany przez dużo większa wytwórnię, Epitaph Records.

## Lista utworów
1. "Unminded" – 2:35
2. "Fragen" – 3:08
3. "Why You Not..." – 2:34
4. "Different Ways" – 3:22
5. "48/49" – 2:49
6. "Fool" – 1:53
7. "Schlecht" – 1:49
8. "Me Against the World" – 2:54
9. "Indifferent" – 4:22
10. "Barfrau" – 0:14
11. "You Walk" – 2:49
12. "Disillusion" – 20:13]

- Utwór 12 zawiera ukrytą ścieżkę

## Skład zespołu
- Arnim Teutoburg-Weiß – wokal, gitara
- Peter Baumann – gitara
- Bernd Kurtzke – gitara
- Alexander Roßwaag – bas
- Stefan Hircher – perkusja